# Kristin Lysdahl
Kristin Anna Lysdahl (Bærum, 29 de junio de 1996) es una deportista noruega que compite en esquí alpino, especialista en la modalidad de eslalon.
Participó en los Juegos Olímpicos de Pyeongchang 2018, obteniendo una medalla de bronce en la prueba de equipo mixto.
Ganó dos medallas en el Campeonato Mundial de Esquí Alpino, en los años 2021 y 2023. En la Copa del Mundo consiguió un podio en total.

## Palmarés internacional
| Juegos Olímpicos   | Juegos Olímpicos             | Juegos Olímpicos  | Juegos Olímpicos |
| Año                | Lugar                        | Medalla           | Prueba           |
| ------------------ | ---------------------------- | ----------------- | ---------------- |
| 2018               | Pyeongchang (Corea del Sur)  | Medalla de bronce | Equipo mixto     |
| Campeonato Mundial |                              |                   |                  |
| Año                | Lugar                        | Medalla           | Prueba           |
| 2021               | Cortina d'Ampezzo (Italia)   | Medalla de oro    | Equipo mixto     |
| 2023               | Courchevel/Méribel (Francia) | Medalla de plata  | Equipo mixto     |